# The Great Ziegfeld
The Great Ziegfeld là một phim ca nhạc do hãng MGM sản xuất năm 1936. Phim có các bản nhạc gốc của Walter Donaldson và Irving Berlin. Các tác phẩm của Irving Berlin đã được trình diễn trong loạt kịch Ziegfeld Follies tại Broadway các năm 1918, 1919 và 1920.

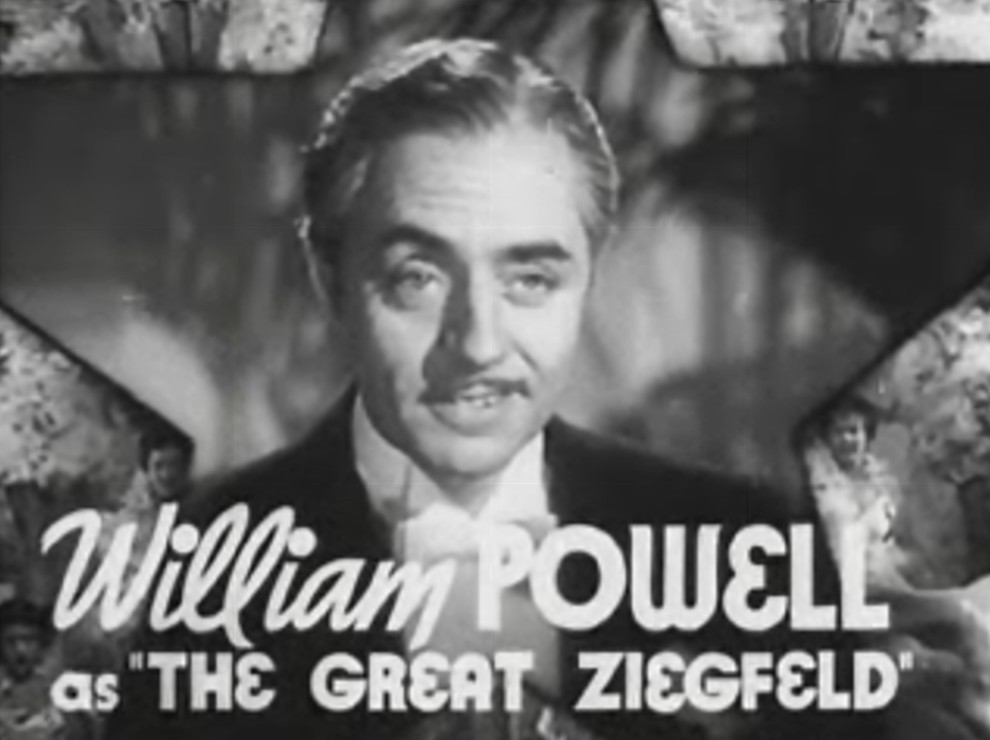
William Powell vai Flo Ziegfeld

Các diễn viên trong phim này gồm có William Powell (vai Ziegfeld), Myrna Loy (vai Billie Burke), Luise Rainer (vai Anna Held), Nat Pendleton (vai Eugen Sandow), Frank Morgan, Virginia Bruce và Dennis Morgan. Các vai Fanny Brice và Ray Bolger do chính họ đóng.
The Great Ziegfeld có nhiều cảnh mô tả thái độ tùy tiện trong cuộc sống của Ziegfeld cùng với chuyện trong loạt kịch Ziegfeld Follies. Chẳng hạn, bài Rhapsody in Blue của George Gershwin chưa hề được trình diễn trong loạt kịch Ziegfeld Follies, và tiết mục "Pretty Girl" đã được viết cho loạt kịch Ziegfeld Follies năm 1919, chứ không phải kịch thời sự trình diễn lần đầu, như mô tả trong phim.

## Các vai diễn
- William Powell vai Florenz Ziegfeld, Jr.
- Myrna Loy vai Billie Burke
- Luise Rainer vai Anna Held
- Frank Morgan vai Jack Billings
- Fanny Brice vai Herself
- Virginia Bruce vai Audrey Dane
- Ray Bolger vai Ray Bolger
- Nat Pendleton vai Eugen Sandow
- Cũng có vai diễn của đệ nhất phu nhân Hoa Kỳ tương lai Pat Nixon (vai 1 Ziegfeld Girl).

## Các giải thưởng
Phim này đoạt 3 Giải Oscar:
- Giải Oscar cho phim hay nhất - Metro-Goldwyn-Mayer (Hunt Stromberg, nhà sản xuất)
- Giải Oscar cho nữ diễn viên chính xuất sắc nhất - Luise Rainer
- Giải Oscar cho chỉ đạo múa xuất sắc nhất - Seymour Felix - điệu múa "A Pretty Girl Is Like a Melody".

Phim cũng được đề cử cho 4 giải Oscar khác:
- Giải Oscar cho chỉ đạo nghệ thuật xuất sắc nhất - Cedric Gibbons, Eddie Imazu và Edwin B. Willis
- Giải Oscar cho đạo diễn xuất sắc nhất - Robert Z. Leonard
- Giải Oscar cho biên tập - William S. Gray
- Giải Oscar cho kịch bản gốc hay nhất - William Anthony McGuire

## Hình ảnh

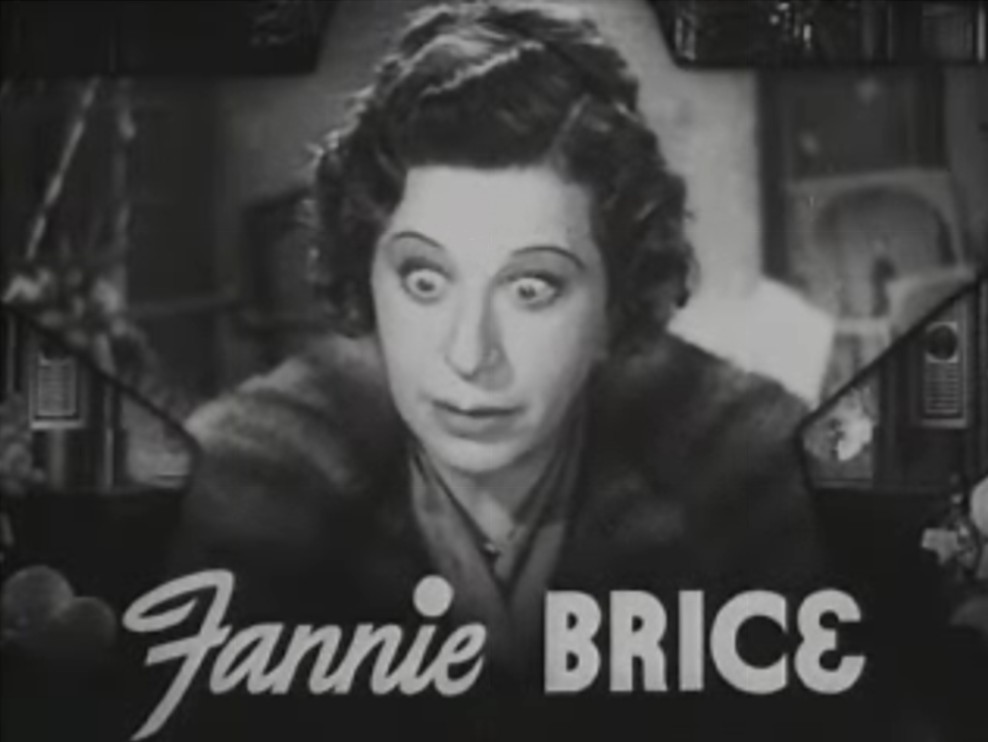
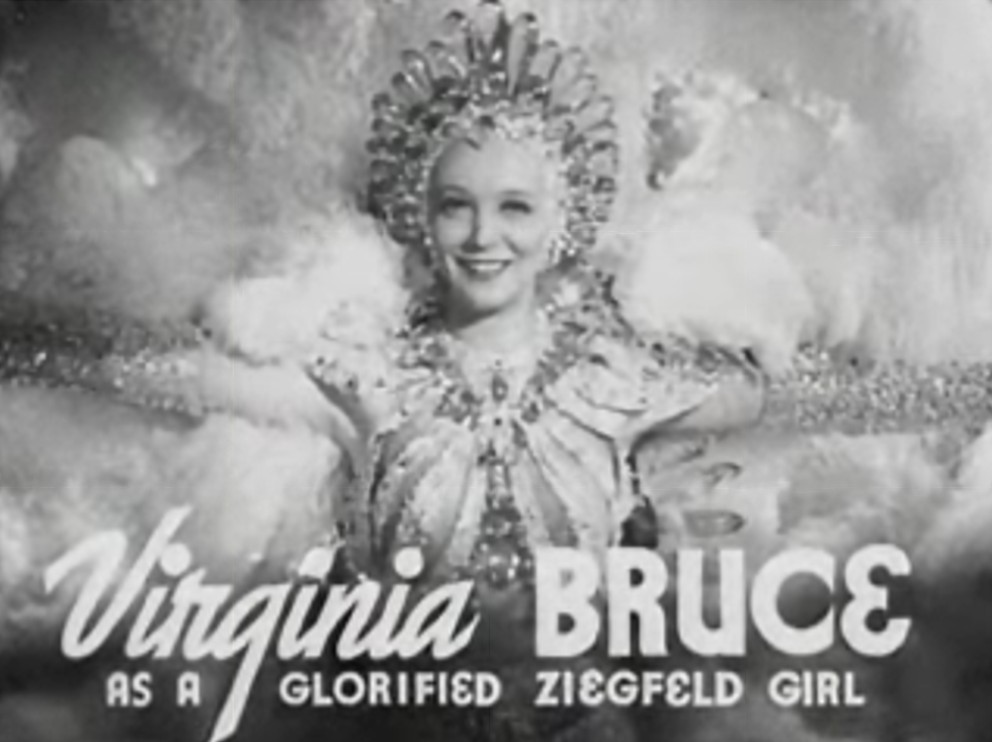
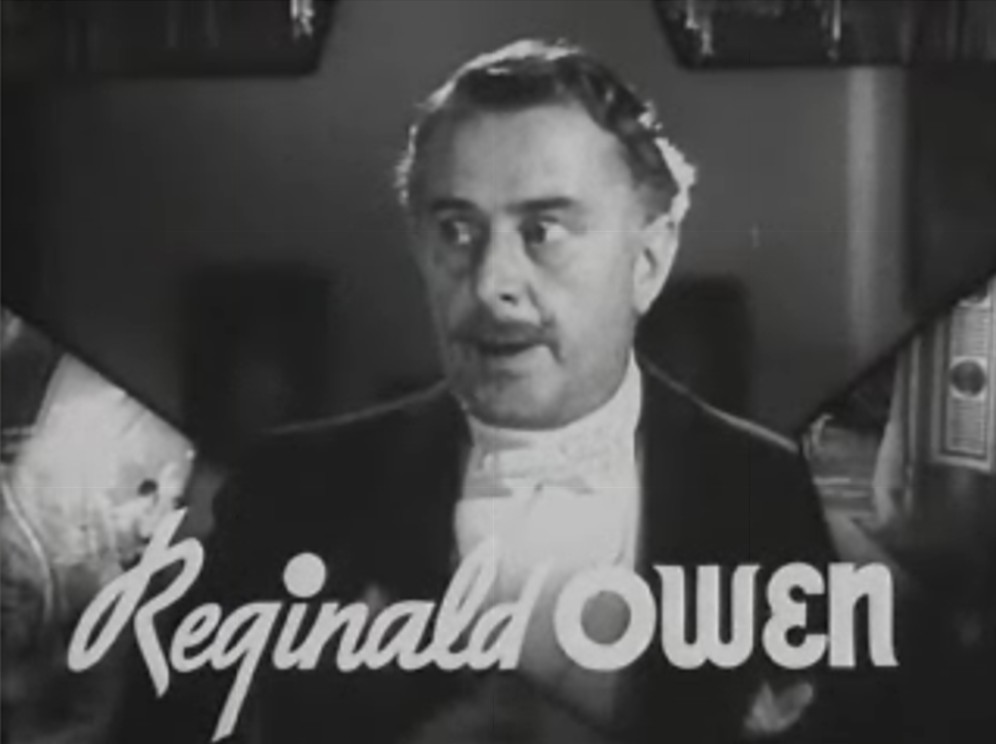
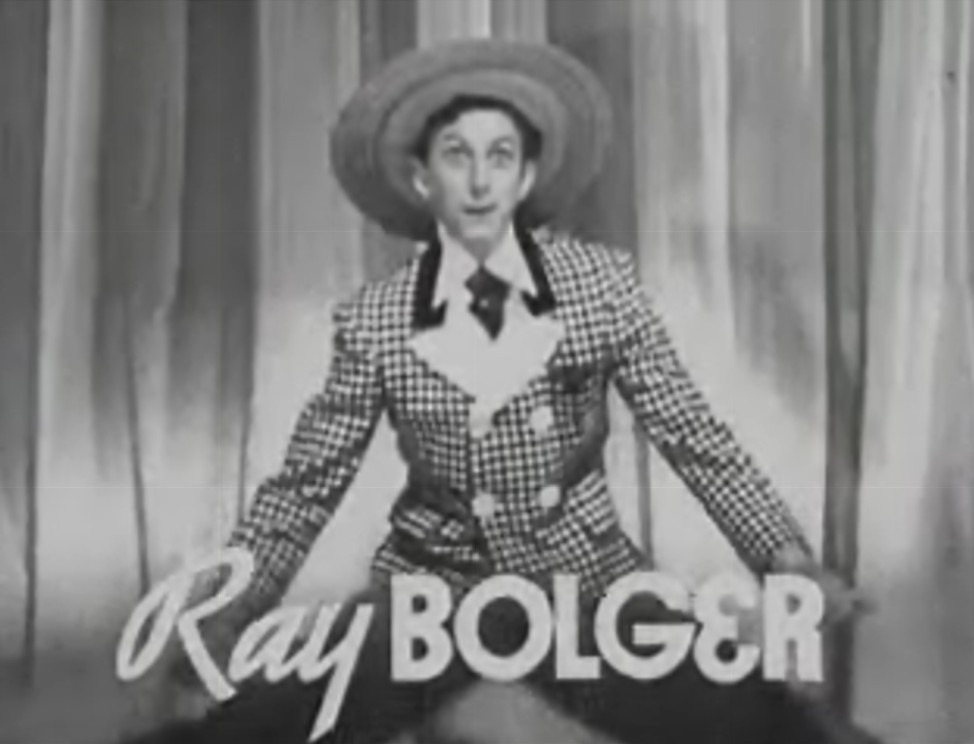